# Citidintrifosfato
Il citidintrifosfato (o CTP) è un ribonucleotide trifosfato composto da tre gruppi fosfato, ribosio (uno zucchero fosfato) e la citosina, una base azotata pirimidinica. Trattasi del prodotto finale della via metabolica di sintesi delle pirimidine, nonché inibitore allosterico della prima reazione (mediata dall'enzima ATCasi, dove reagiscono carbammilfosfato ed aspartato). Viene definito inibitore allosterico poiché si lega ad un sito diverso da quello catalitico (dove si legano i due reagenti) nella ATCasi e causa un effetto retroattivo (o da prodotto finale). Infatti se la quantità di CTP è già abbastanza alta, la molecola stessa si lega al sito regolatore enzimatico per impedire la prima reazione (che è quindi limitante).
È coinvolta inoltre nella biosintesi della fosfatidilcolina, andandosi a legare alla fosfocolina e donando una molecola di pirofosfato. L'enzima che catalizza la reazione è la CDP: fosfocolina citidililtransferasi. I prodotti della reazione sono CDP- Colina e Pirofosfato, che per rendere la reazione irreversibile viene immediatamente scisso in due molecole di fosfato da una pirofosfatasi